# Туризм в Турции

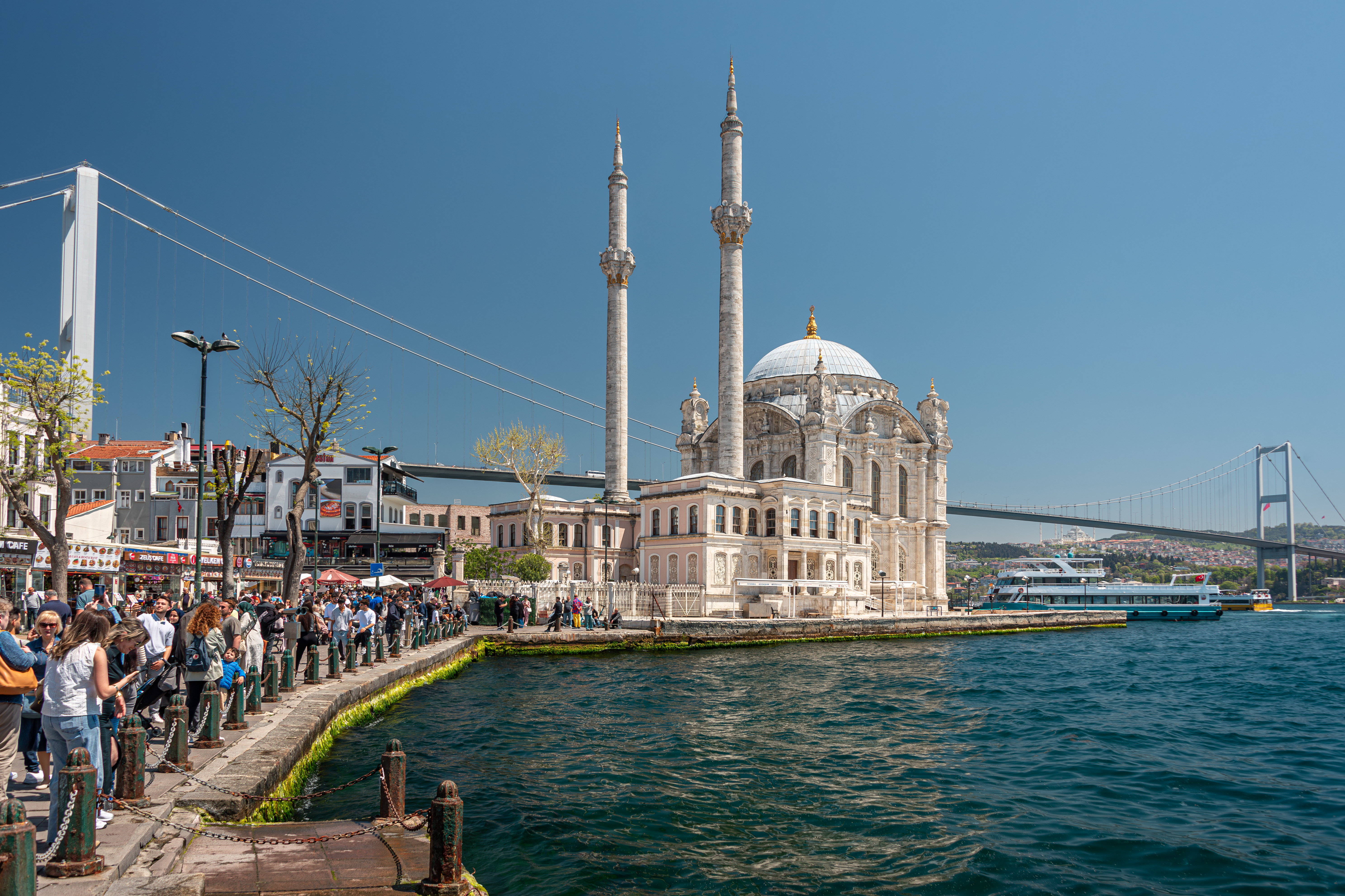
Мечеть Ортакёй и Босфорский мост

Туризм — одна из значимых составляющих в экономике Турции, в последние десятилетия играет всё большую роль. В нём заняты около двух миллионов человек (510 тыс. непосредственно, ещё 1,5 млн в смежных отраслях).
Страна занимает шестое место в мире среди популярных направлений среди туристов.
Турция имеет все предпосылки для развития этой отрасли сферы обслуживания: она омывается четырьмя морями (Средиземным, Эгейским, Мраморным и Чёрным, побережье имеет субтропический средиземноморской климат (длина береговой линии составляет 7200 км, на ней 355 пляжей); 2870 отелей на 700 тыс. мест, она занимает второе место в Европе и седьмое в мире по количеству термальных источников (1300); имеет большое количество достопримечательностей (развалины древнегреческих и древнеримских городов, включая легендарную Трою, памятники времён Византийской и Османской империй).
Развитая сеть внутреннего транспорта позволяет с комфортом перемещаться в любую точку страны.
Турция, наряду с Египтом, является лидером по числу экскурсионных аварий.

## Направления
Наиболее посещаемыми туристами регионами страны являются:
- Стамбул — памятники исламской и византийской архитектуры.
- Каппадокия — необычные природные формирования вулканического происхождения и пещерные города.
- Турецкая ривьера — морские курорты южного берега Турции. Памятники античной культуры, руины древнегреческих и римских городов.
- также: Ликийская тропа, Карийская тропа, Памуккале.

Известные курорты
- Анталья
- Сиде
- Мармарис
- Аланья
- Кемер
- Бодрум

## Статистика
В 2012 году количество пассажиров авиакомпаний, посетивших Турцию, составило 130 млн, 45 млн из них пришлись на стамбульский аэропорт Ататюрк, а 25 млн на аэропорт Анталии.
В 2014 году Турцию посетили 41,4 млн иностранных туристов. Больше всего туристов было из Германии, Болгарии, Ирана, России, Греции, Грузии, Азербайджана. По данным Турецкого статистического управления, в 2014 году иностранные туристы пополнили бюджет государства на $34,3 млрд.
2016
В 2015 году (и последующем 2016) ситуация в туристической сфере Турции кардинально изменилась, после того, как турецкий истребитель F-16 сбил в Сирии российский Су-24 и ухудшившиеся после этого российско-турецкие отношения. На снижение популярности Турции как туристического направления повлияли и участившиеся теракты.
В феврале выяснилось, что отсутствие российских отдыхающих и существенное уменьшение количества туристов из Европы, которые боятся ехать в страну из-за терактов, заставило отельеров Турции выставить на продажу около 1300 гостиниц (их общая стоимость приближается к 10 млрд евро). Продаются и небольшие семейные пансионы, и огромные люксовые отели.
Весной 2016 цены на проживание в отелях рухнули.
Турция столкнулась с крупнейшим за 17 лет (с 1999) оттоком иностранных туристов. Так, число российских туристов в Анталье за четыре месяца 2016 года сократилось на 90 % к аналогичному периоду прошлого года; из Германии за четыре месяца упал на 30 %, из Великобритании — на 36 %, из Дании — на 15 %;
в то же время, поток туристов из Израиля вырос на 73 % и выросло число отдыхающих с Украины.
Число иностранных туристов, посетивших Турцию в августе, упало на 38 % (по данным Financial Times, это произошло из-за неудавшейся попытки военного переворота в стране). Всего в 2016 году Турцию посетило всего 25 млн иностранных туристов (на 31 % меньше, чем в 2015). По итогам года Турция, по разным данным, потеряла порядка 15 млрд долларов из-за оттока иностранцев, из-за того, что они стали значительно меньше тратить денег в Турции.
Тем не менее, в следующем году начался обратный процесс и туристический поток был практически восстановлен. Количество иностранных прибытий в Турцию выросло на 27,8% до 32,4 млн человек.
Россия стала самым крупным туристическим рынком Турции в 2017 году с 14,6% долей в общем въездном потоке. Второй по числу туристов следует Германия с почти 3,6 млн человек (11,1% от общего числа прибывших). Иран стал третьим по значимости рынком (2,5 млн человек, 7,7%). В топ-5 въездных рынок также вошли Грузия (2,4 млн человек, 7,52%) и Болгария (1,85 млн человек, 5,72%).
Представители турецкой туристической отрасли ожидают, что в 2018 году страна примет более 35 млн иностранных гостей.

## Российское направление
Российские туристические фирмы в основном работают в направлении Антальи, а также окружающих её городов: Кемер, Аланья, Белек и др. В последние годы всё большую популярность приобретает и ил Мерсин.
Также, есть множество турфирм в Турции, которые позволяют прямо на месте заказать тур и проживание практически на любой вкус.
24 ноября 2015 года произошёл инцидент с уничтожением российского самолёта Су-24 в Сирии турецким истребителем. Это вызвало ответную реакцию. Так, туроператоры прекратили продажу туристических туров для граждан России в Турцию, и с 1 января 2016 года был отменён безвизовый режим и чартерные рейсы между Россией и Турцией.
27 июня 2016, за месяц до неудачной попытки военного переворота в стране, президент Турции Р. Эрдоган направил письмо с извинениями[уточнить] за сбитый турецкой стороной российский самолёт. После телефонного звонка между В. Путиным и Р. Эрдоганом, в России возобновили продажу туров в Турцию (как утверждается — спрос превысил предложение в несколько раз).
2 сентября чартеры из России, в связи с потеплением отношений, были возобновлены.
В Ростуризме с пессимизмом смотрели на перспективы вернуть былой туристический поток россиян на курорты Турции и Египта.
Однако, все опасения оказались напрасными. В 2017 году туристический поток в Турцию значительно вырос. Российские туристы стали абсолютными лидерами иностранного туризма в Турции.
Точная цифра российских туристов в Турции составила 4 715 438 человек, что на 444 % превысило объёмы 2016 года и на 29,4 % — результаты более показательного 2015 год.
Турцию посетили туристов из России:
в 2010 — 3,1 млн;

в 2011 — 3,4 млн;

в 2012 — 3,6 млн;

в 2013 — 4,3 млн;

в 2014 — более 4,26 млн;

в 2015 — 3,44 млн;

в 2016 — 860 тыс.;

в 2017 — 4,7 млн;

в 2018 — 5,986 млн